# Планельес, Хуан Хуанович
Хуан Хуанович Планельес (исп. Juan Planelles; 8 апреля 1900, Херес, Испания — 25 августа 1972, Москва, РСФСР, СССР) — испанский и советский микробиолог и фармаколог, общественный деятель, академик АМН СССР (1969-72).

## Биография
Хуан Хуанович Планельес родился 8 апреля 1900 года в Хересе. Окончил Мадридский университет, учился в университетах Германии и Нидерландов. С 1926 по 1936 год занимал должность руководителя медико-фармацевтического предприятия в Испании. С 1930 по 1939 год занимал должность директора института клинических исследований в Мадриде. В 1932 году входит в политическую деятельность, став членом Компартии Испании и является активным участником международного коммунистического движения. В 1936 году началась Гражданская война в Испании, и Хуан Планельес возглавлял медико-санитарную службу Республиканской армии, также являлся статс-секретарём здравоохранения Испании. В 1939 году по приглашению Иосифа Сталина переехал в СССР, город Москву и устроился в институт эпидемиологии и микробиологии АМН СССР, где работал вплоть до самой смерти.
Скончался 25 августа 1972 года в Москве. Похоронен на 29-м участке Введенского кладбища.

## Научные работы
Основные научные работы посвящены химиотерапии инфекционных болезней.
- Предложил сочетать химиотерапевтические средства с вакцинацией.
- Разрабатывал методы борьбы с лекарственной устойчивостью микроорганизмов.

## Научные труды и литература
- Планельес Х. Х., Харитонова А. М. Побочные явления при антибиотикотерапии бактериальных инфекций. — М.: Медицина, 1965. — 430 с.
- Пирогенал : материалы II симп. 25-27 февр. 1964 г. / Академия медицинских наук СССР, Институт эпидемиологии и микробиологии им. Н. Ф. Гамалеи, Отдел инфекционной патологии  и экспериментальной терапии инфекций ; ред.: Х. Х. Планельес, П. З. Будницкий. — М.: Медицина, 1965. — 472 с. — 1000 экз.
- Планельес Х. Х., Мороз А. Д. Антибиотики и их правильное применение. — М.: Знание, 1967. — 48 с. — (Народный университет). — 75 000 экз.

- Памяти Хуана Планельеса (1900-72).— Микробиология, 1973, 42, № 1, с. 146.

## Список использованной литературы
- Биологи. Биографический справочник.— Киев: Наук. думка, 1984.— 816 с.: ил